# Consoante labiovelar
O termo labiovelar é ambíguo. Pode referir-se a labial-velar (uma consoante com dois pontos de articulação, um nos lábios e outro no palato mole), ou pode referir-se a velar labializada (uma consoante com articulação secundária do tipo aproximante).
Quando o modo de articulação é implosivo, nasal, ou fricativo existe uma grande diferença entre os dois tipos.
As velares labializadas incluem [kʷ, gʷ, xʷ, ŋʷ], que se pronunciam como [k, g, x, ŋ] mas com os lábios arredondados. As labiais-velares são menos comuns, ocorrendo sobretudo na África Central e Ocidental, e incluem [k͡p, g͡b, ŋ͡m], que são pronunciados como [k] e [p], [g] e [b], e [ŋ] e [m] simultâneos.